# Nissan Navara
Nissan Navara — пікапи, що виробляються компанією Nissan з 1986 року.

## Перше покоління D21 (1986—1997)

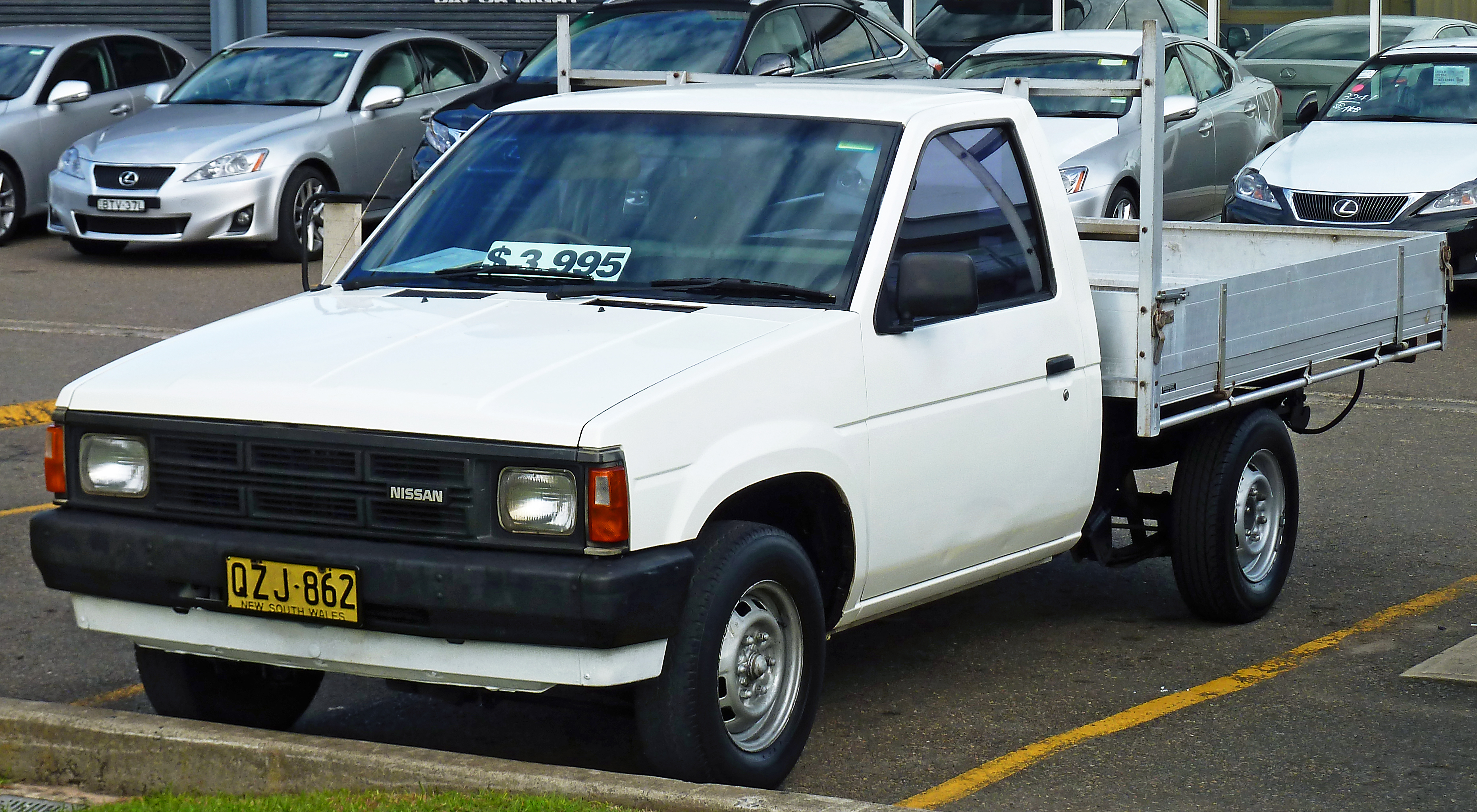
Nissan Navara 1

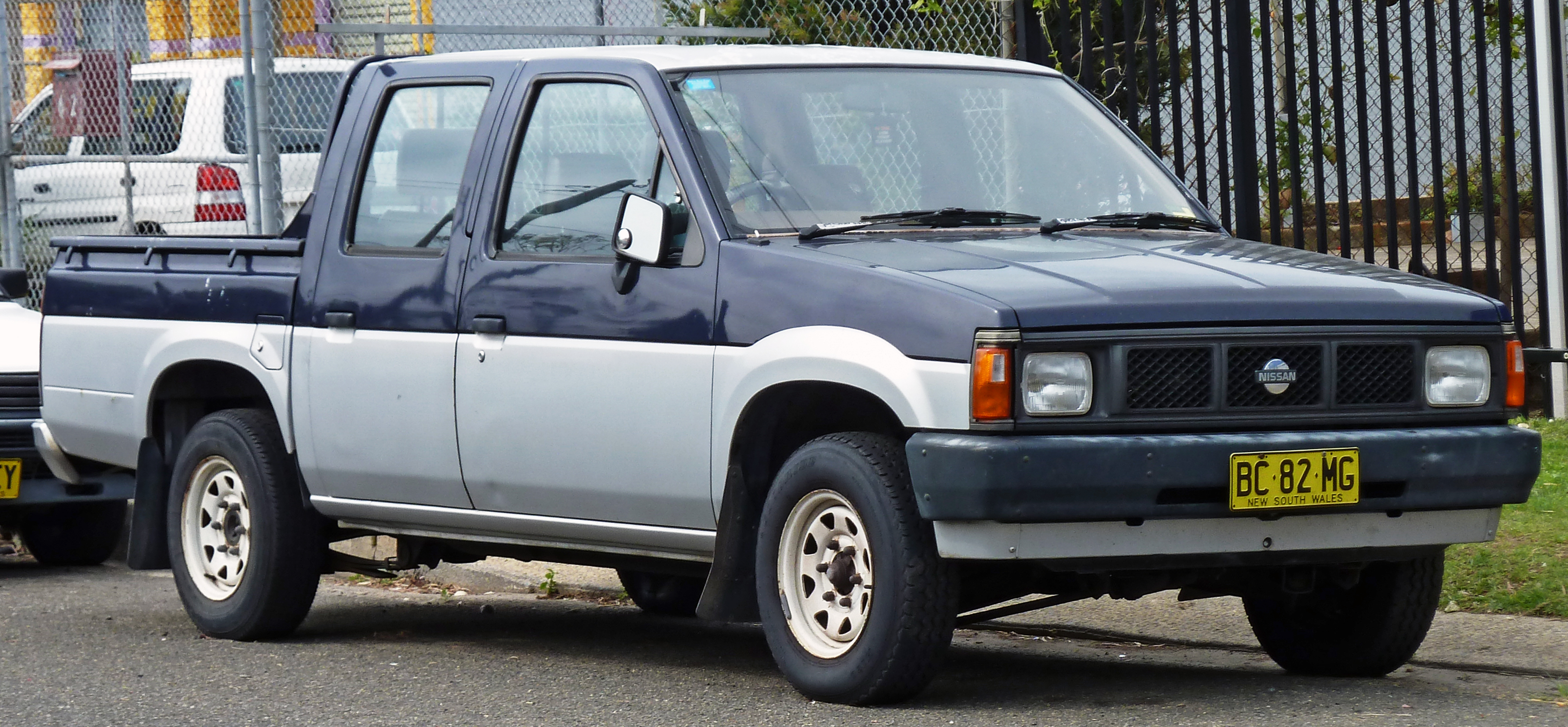
Nissan Navara 1

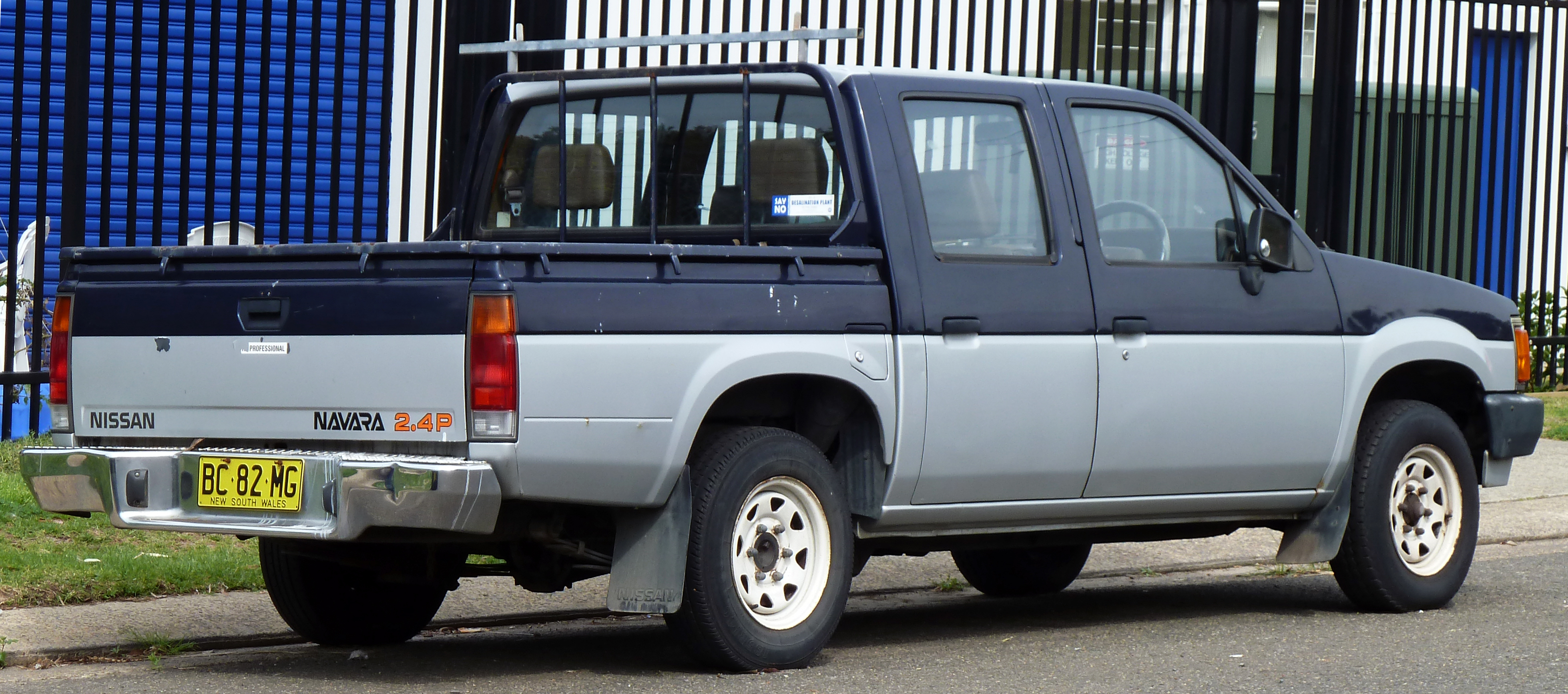

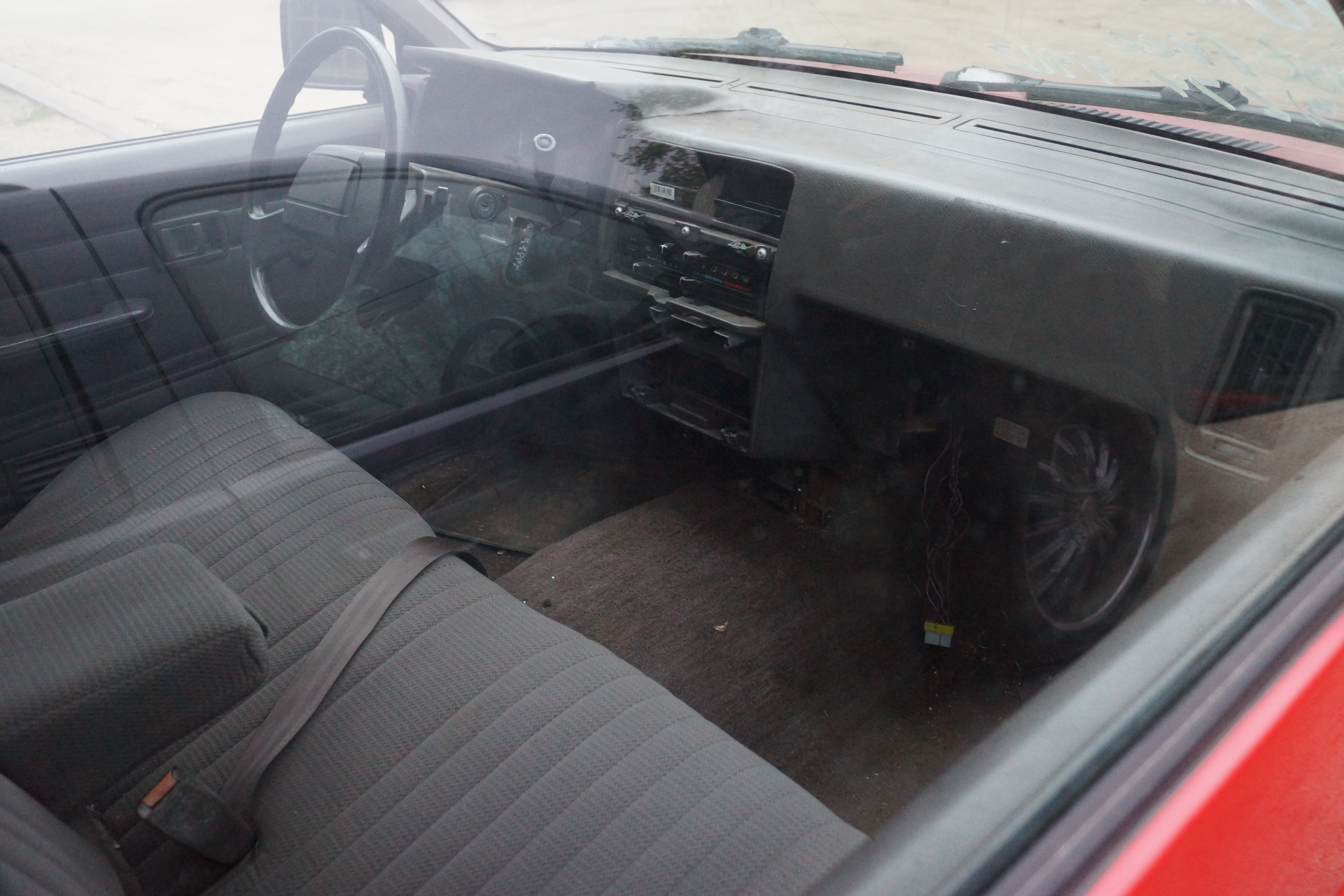

Попередником Navara вважається пікап Nissan Hardbody. Так в США прозвали модель з індексом D21, яка прийшла на зміну автомобілю Datsun 720 в 1986 році. У лінійку двигунів увійшли чотирициліндровий 2.4 (106 к.с.) і V6, які з оновленнями ставали потужнішими. Найпопулярнішою коробкою передач вважалася п'ятиступінчаста «механіка», хоча був доступний і «автомат». Привід на вибір міг бути заднім або повним. Як додаткове обладнання пропонувалися люк, електросклопідйомники, кондиціонер.

### Двигуни
- 1.6 L Z16 I4
- 1.6 L NA16 I4
- 1.8 L Z18 I4
- 2.0 L NA20 I4
- 2.0 L Z20 I4
- 2.4 L Z24i I4 (1986—1989)
- 2.4 L KA24E I4 (1990—1997)
- 3.0 L VG30i V6 (1986—1989)
- 3.0 L VG30E V6 (1990—1997)
- 2.3 L TD23 I4 diesel (1987—1992)
- 2.5 L TD25 I4 diesel (1988—1996)
- 2.7 L TD27 I4 diesel (1988—1996)

## Друге покоління D22 (1998-наш час)

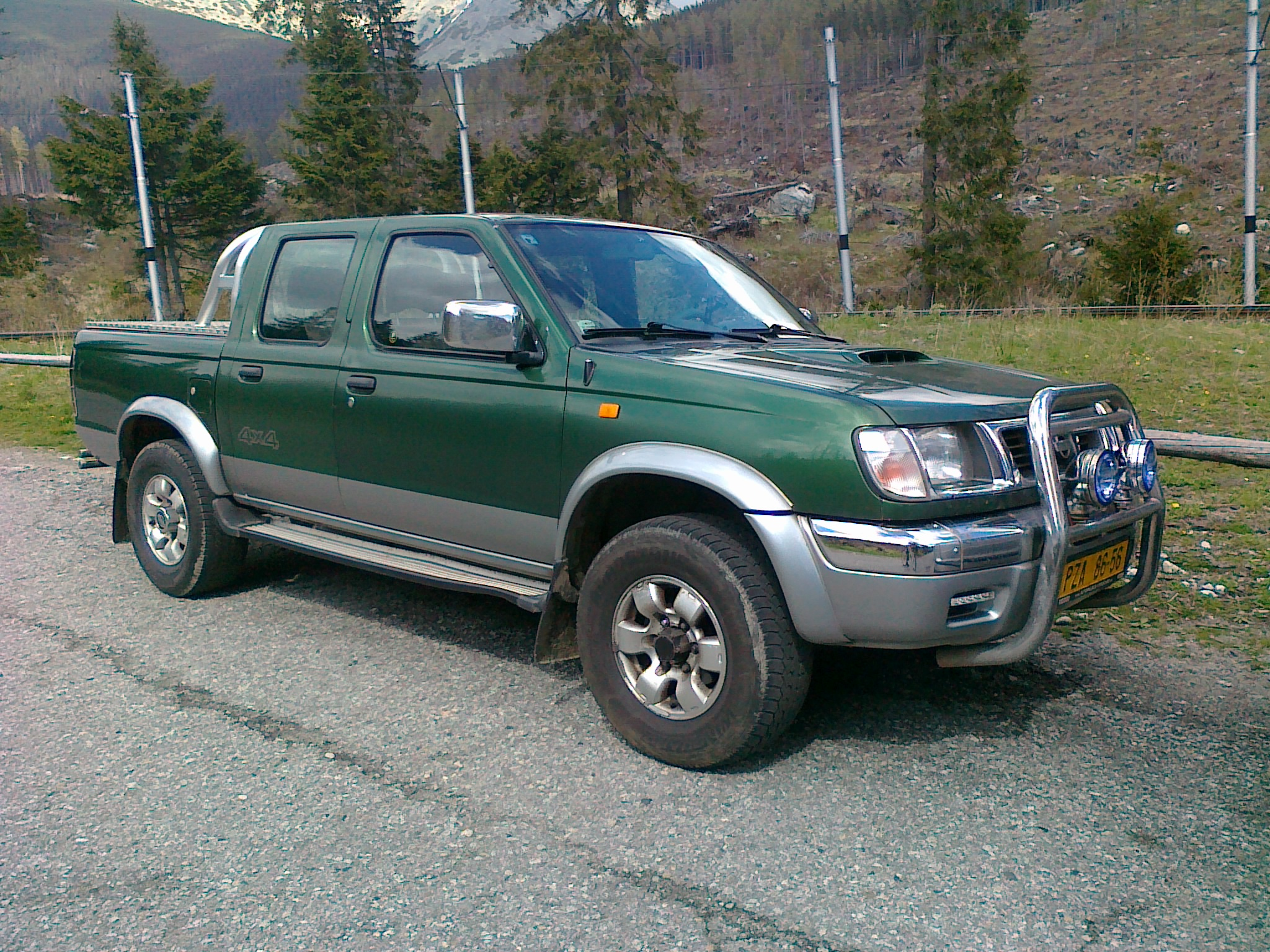
Nissan Navara 2

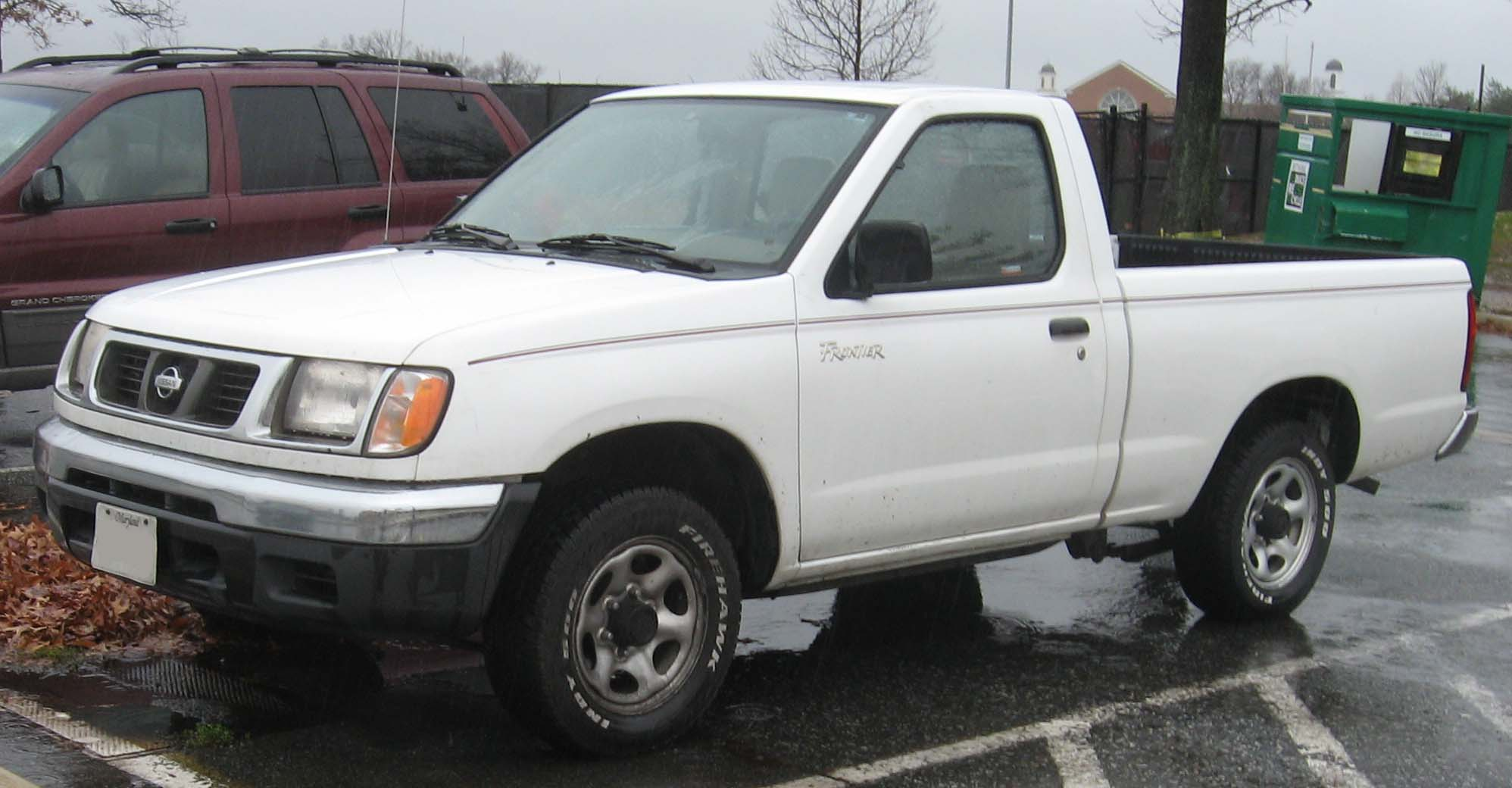
Nissan Frontier

Після декількох зміни поколінь та моделей, в 1997 році вийшов з конвеєра останній примірник покоління з кодом кузова D21, який вже був п'ятим в лінійці Datsun Pickup Hardbody Trucks (до речі, останнє покоління з кодом D21 іноді називають першим поколінням Nissan Navara, але це тільки через код) Після цього в другій половині 1997 року в США почалося виробництво нових пікапів під назвою Frontier (від слова frontier — «передній край»), а пізніше і в Європі та Азії, правда, під ім'ям Navara, і з декількома косметичними змінами (наприклад, решітка радіатора).
Спочатку модель пропонувалася з чотирициліндровим двигуном, а в 1999-му в лінійку додали 3.3 л VG33E V6.
В 2001 році для американського ринку було проведено рестайлінг автомобіля. У нового Frointer була майже повністю змінена передня частина (особливо решітка радіатора).

### Nissan NP 300

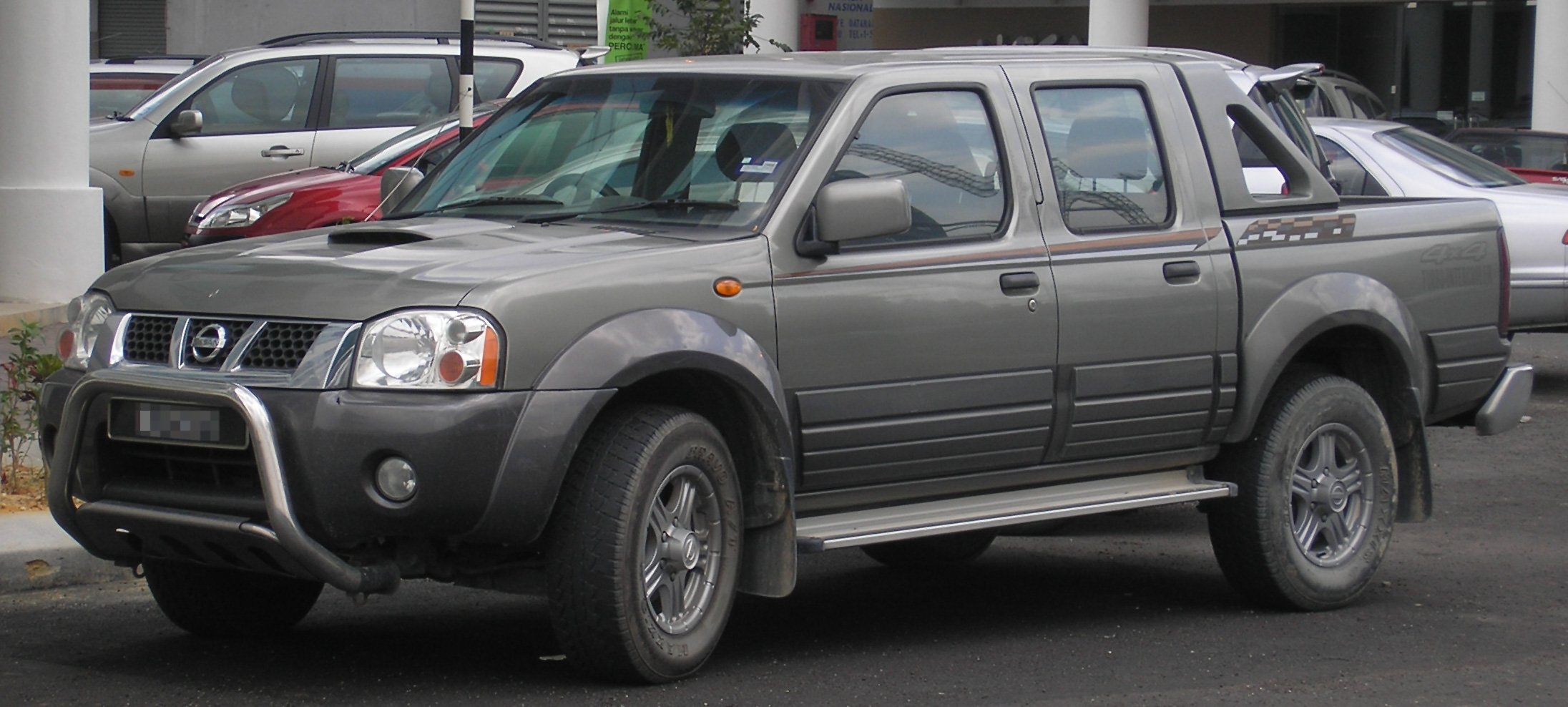
Nissan NP300 (2007—2017)

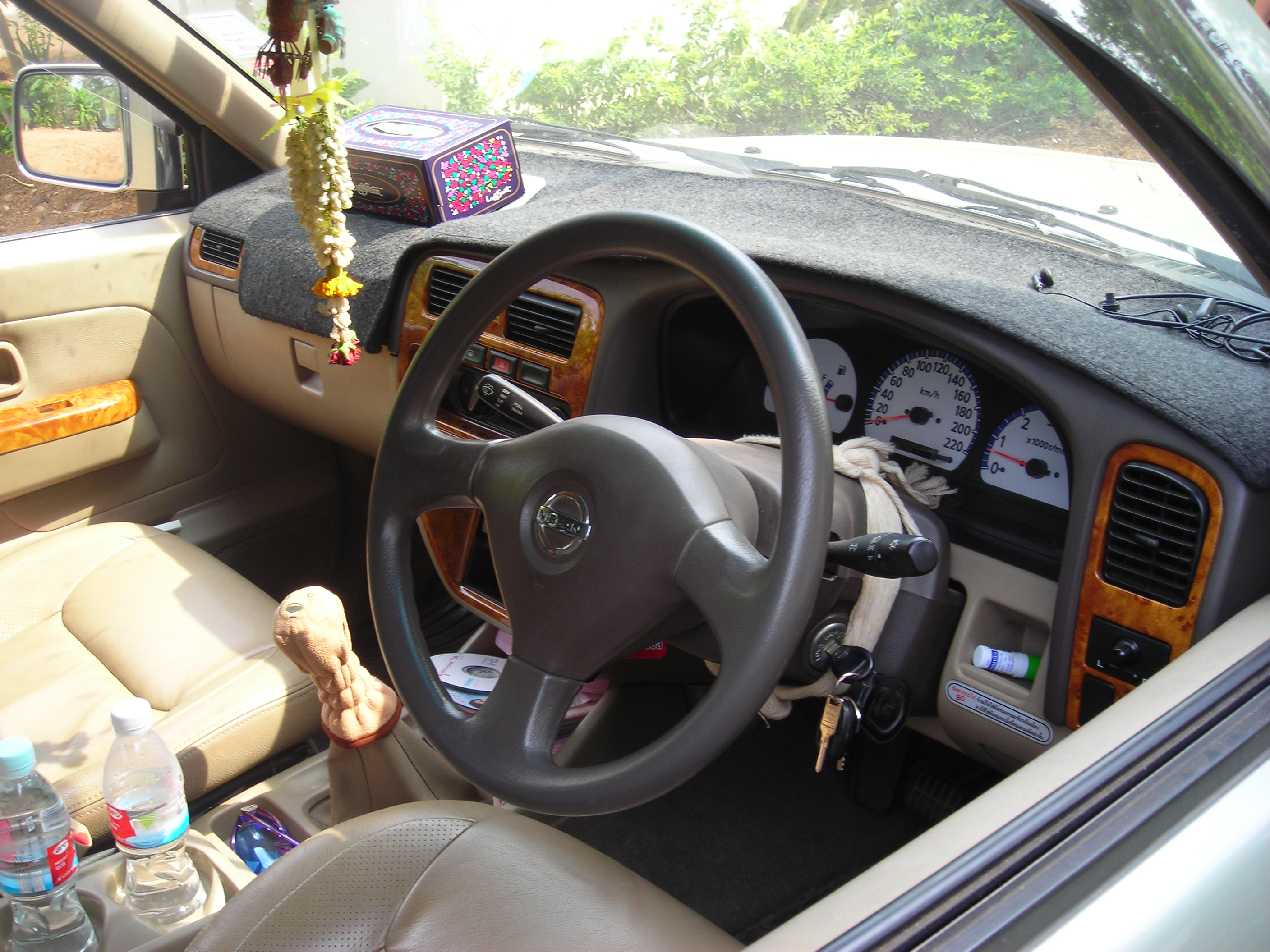

Навесні 2007 року дебютував Nissan NP 300, що виготовляється в Туреччині, і являє собою модернізовану версію D22. Навіть двигун 2,5 л YD25DDTi потужністю 133 к.с. взятий від попередника. Спочатку, NP 300 був представлений тільки на турецьких і британських ринках. Однак після того, як влітку 2008 року виробництво моделі налагоджено в Іспанії і Південній Африці автомобіль почав продаватись великими накладами. Nissan NP 300 оснащається блокуванням заднього диференціала.
У 2017 році французький автомобіль-виробник Peugeot запланував свою версію пікапа на базі NP300 і назвав його Peugeot Pick-Up. Автомобіль розробляється спеціально для північноафриканського ринку, його планують випустити в вересні 2017 року.

### Двигуни
- 3.0L V6
- 3.3L VG33E V6
- 3.3L VG33ER V6 компресор
- 2.0L NA20S I4
- 2.4L KA24DE I4
- 2.4L KA24E I4
- 2.4L KA24DE I4
- 2.5L TD25 I4 Diesel
- 2.5L YD25DDTi I4 Diesel (133 к.с.)
- 2.7L TD27Ti I4 Diesel
- 2.7L TD27ETi I4 Diesel
- 2.7L TD273 I4 Diesel
- 2.8L MWM Sprint I4 Diesel
- 3.0L ZD30DDT I4 Diesel
- 3.2L QD323 I4 Diesel

## Третє покоління D40 (2005—2021)

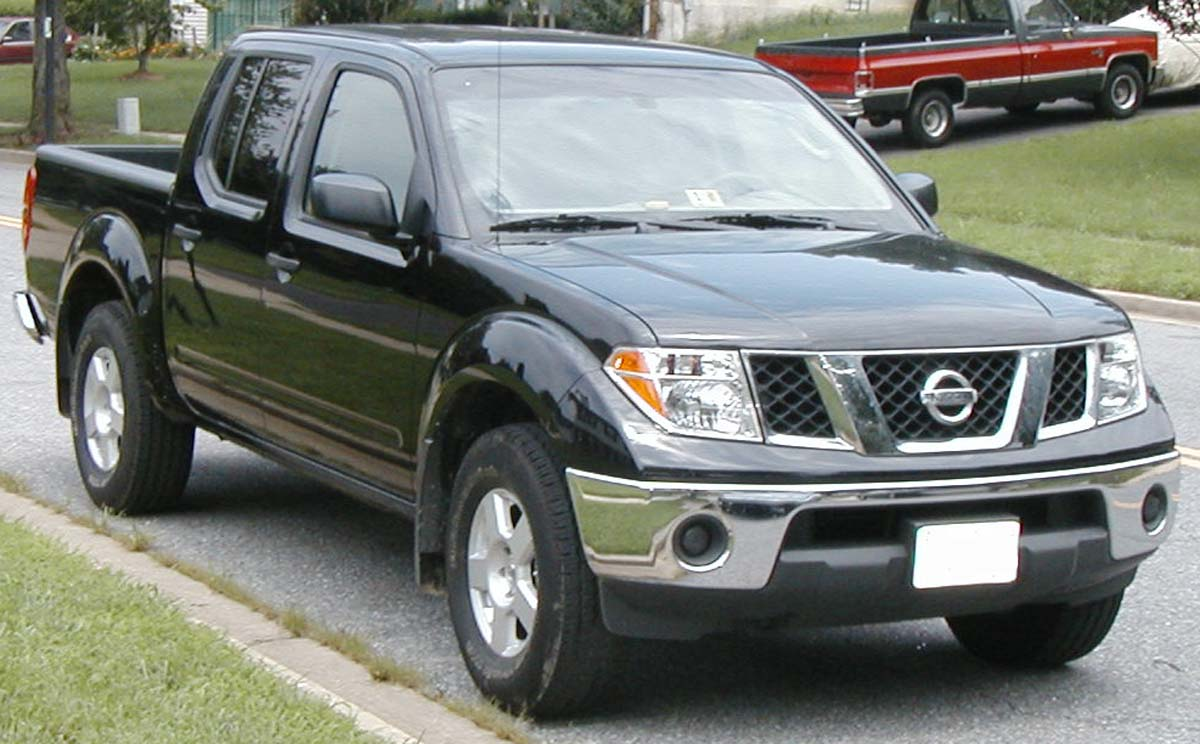
Nissan Frontier (2004—2010)

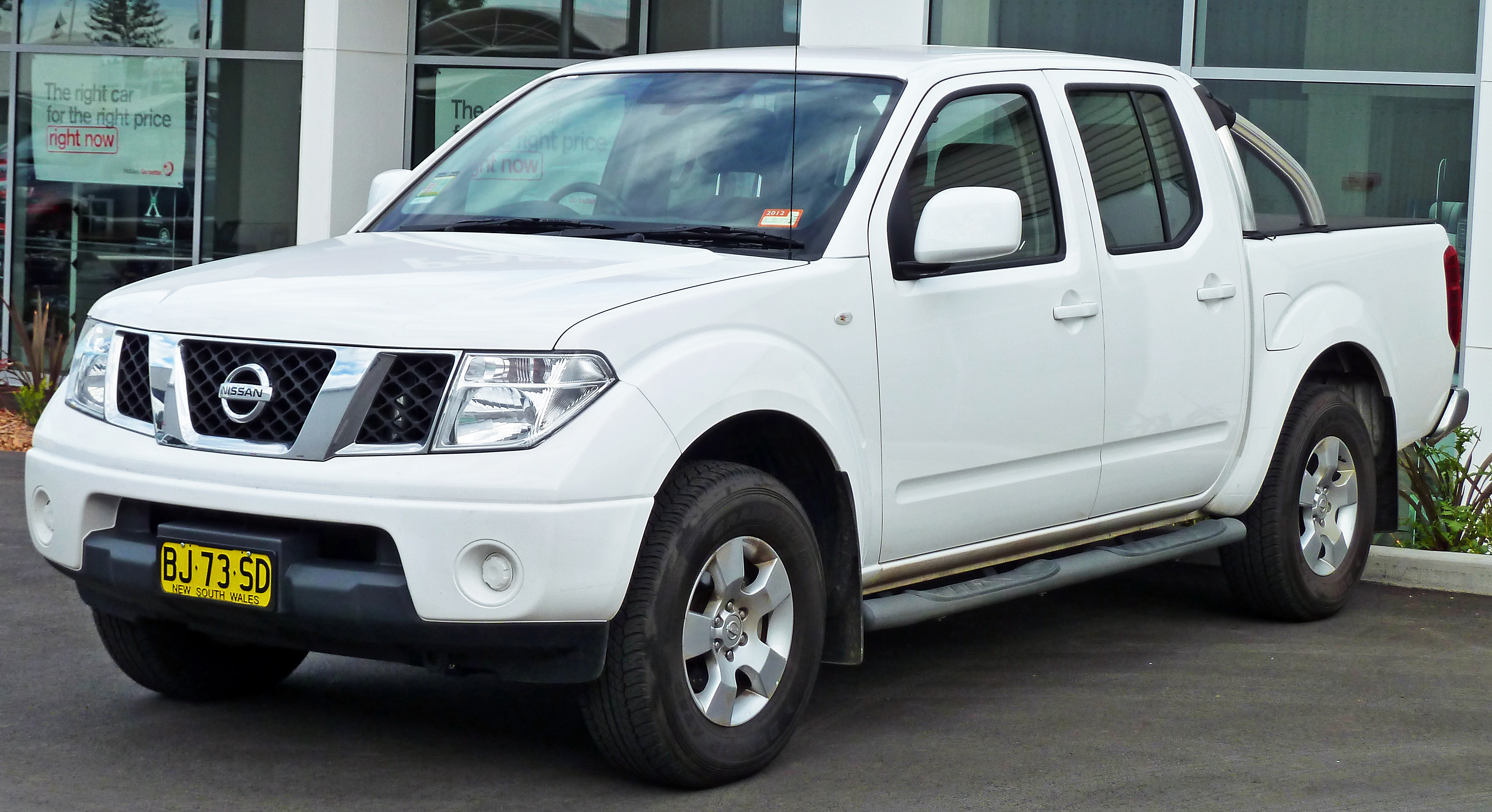
Nissan Navara (D40) King Cab

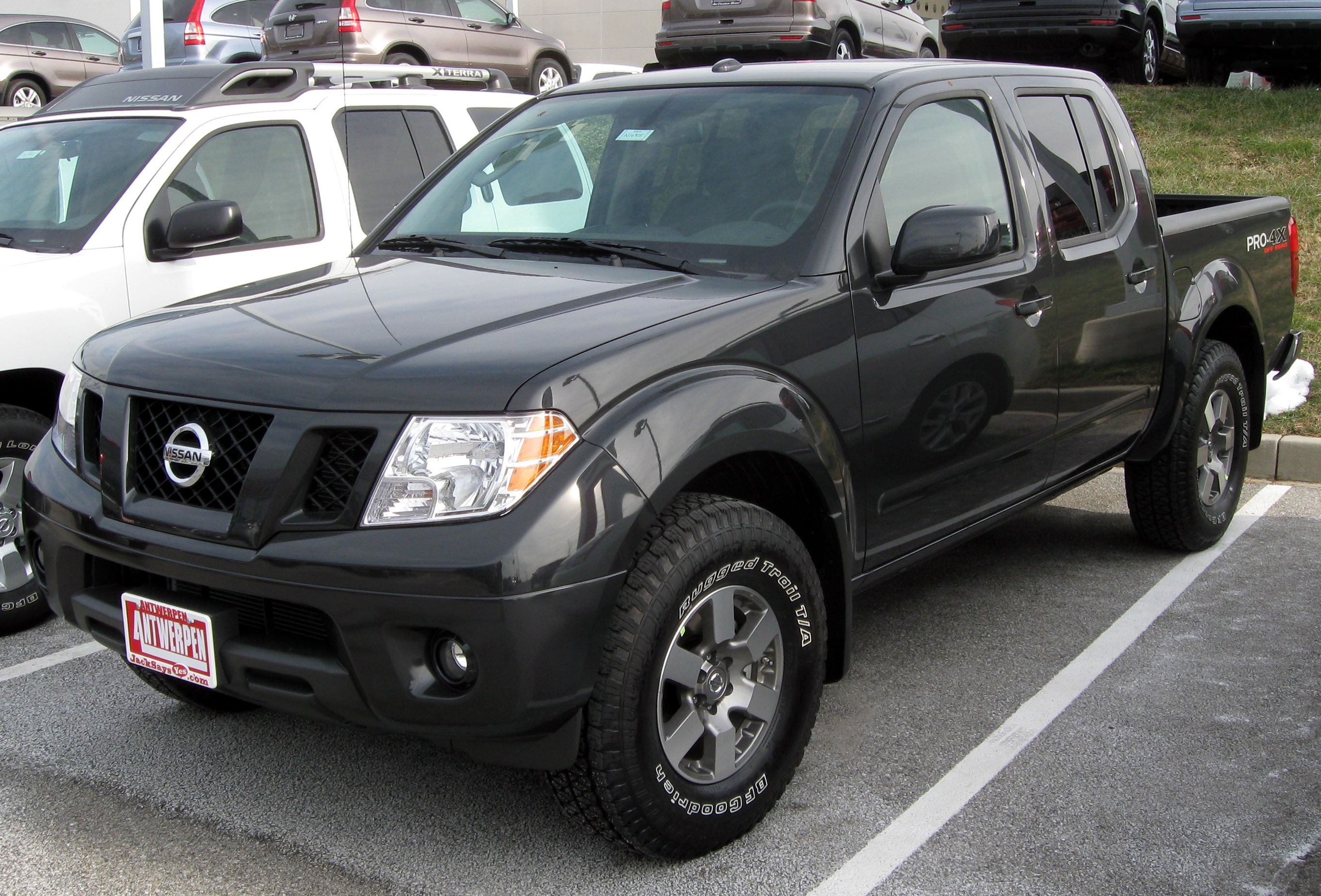
Nissan Frontier (з 2010)

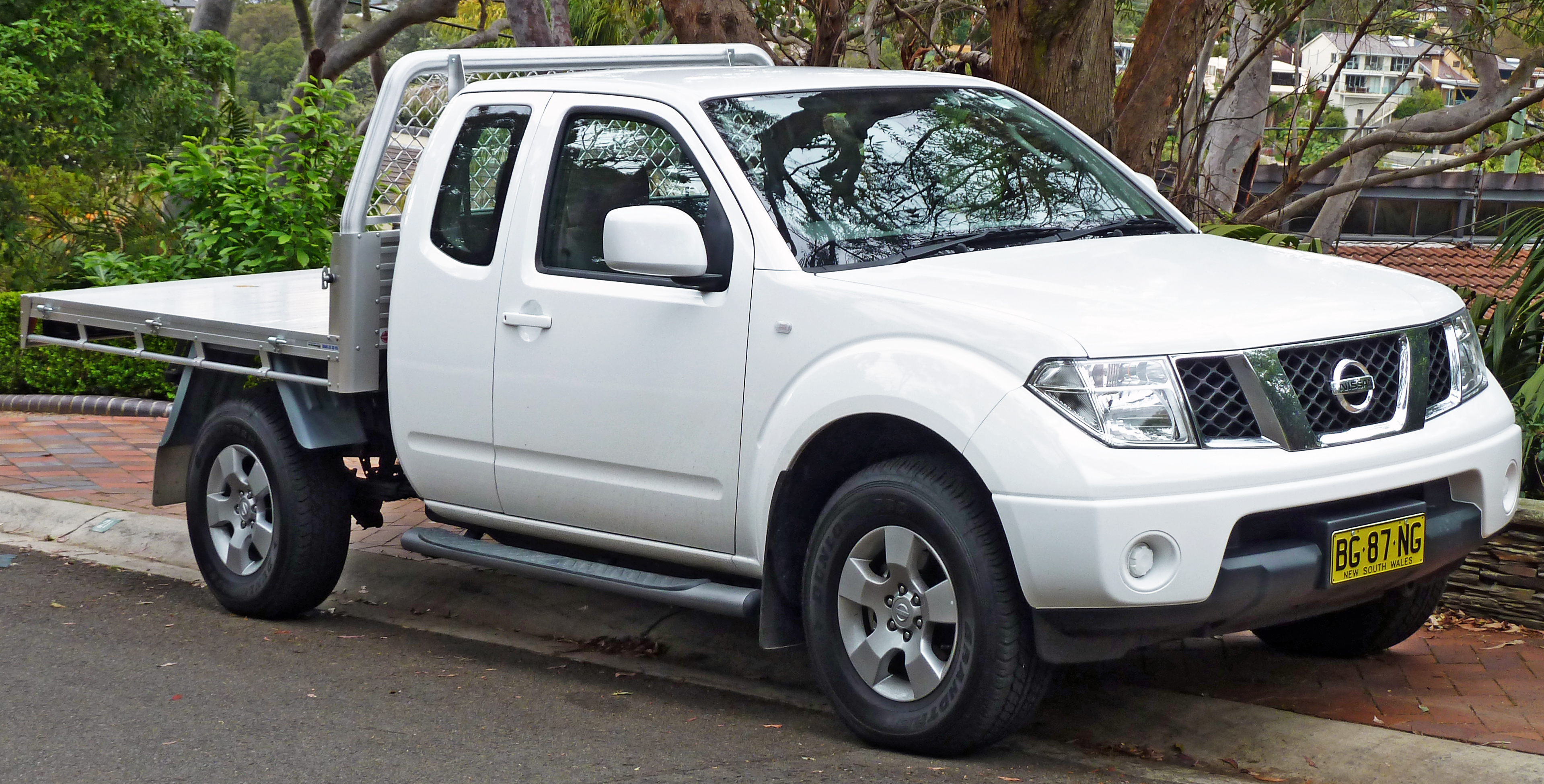
Nissan Navara (D40) King Cab

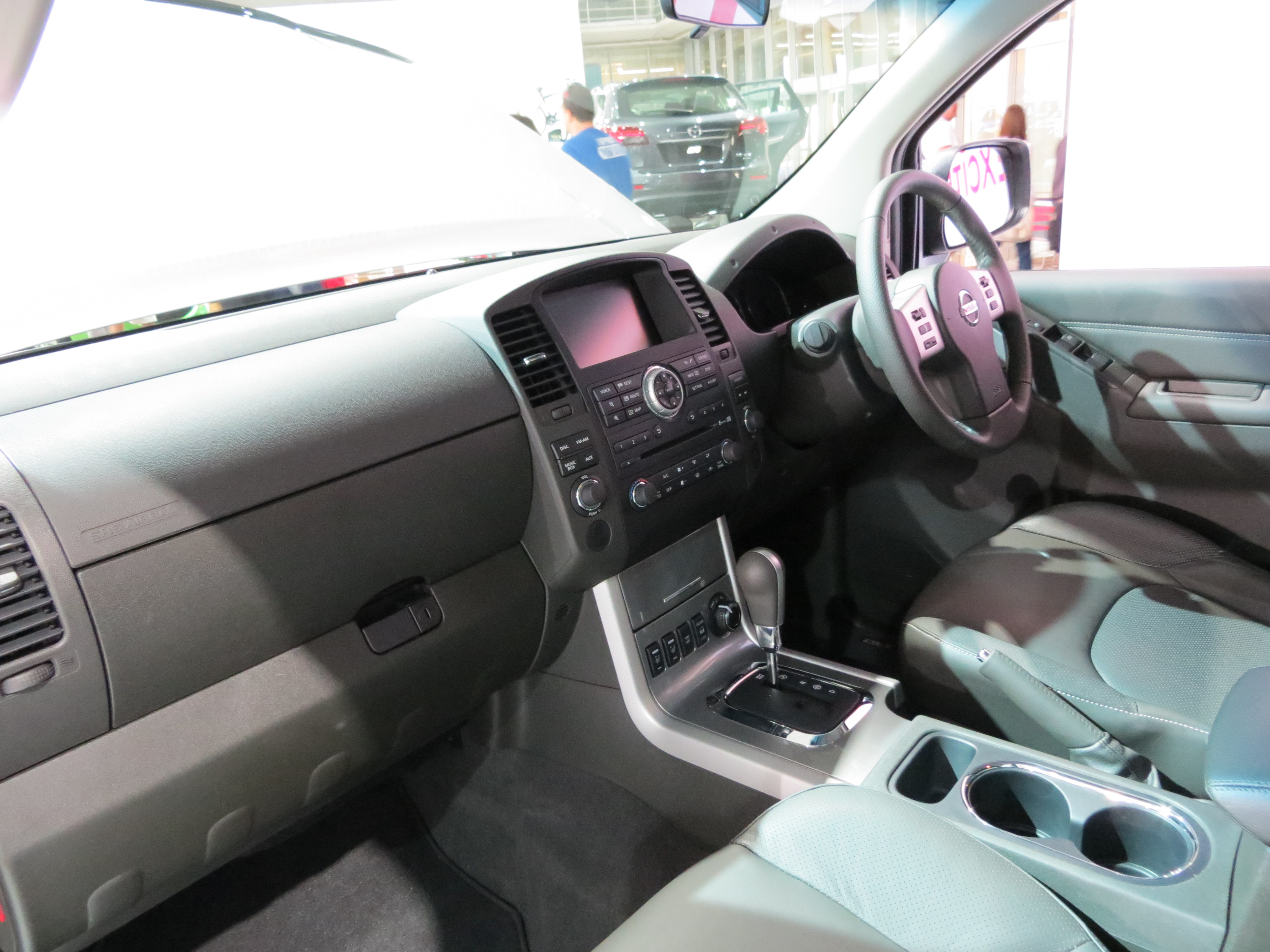

Третє покоління Nissan Navara з внутрішнім кодом D40, представлений в березні 2005 року на Женевському автосалоні. Він схожий на Nissan Pathfinder і являє собою його версію пікап. Як і Pathfinder Navara має шасі у вигляді східчастої рами, незалежну передню підвіску на подвійних поперечних важелях і задню жорстку вісь з ресорами. Автомобіль комплектується повним приводом, за звичайних умов крутний момент передається на задню вісь, при необхідності можна підключити передні колеса в співвідношенні 50:50. Це покоління в пропонується з короткою кабіною (King Cab) або з подвійною кабіною (Double Cab).
Автомобіль комплектується 2,5-літровим дизельним двигуном із змінною геометрією турбіни. Двигун видає 142 к.с. або 174 к.с. (403 Нм). На не-європейських ринках, є також 4,0-літровий V6 бензиновий двигун з 269 к.с. На російський ринок пропонується дизельні версії 2,5 потужністю 190 к.с. і 3,0 л потужністю 231 к.с.

### Nissan Frontier PRO-4X
Для ринку США пропонується версія Nissan Frontier PRO-4X з електронним блокуванням заднього диференціалу, спеціальними амортизаторами та системами, що допомагають на бездоріжжі та двигуном 4,0 л V6 з 5-ст. МКПП. Пікап здатний буксирувати причіп масою до 3 тонн.

### Двигуни
Бензинові
- 2.5 QR25DE I4 160 к.с.
- 4.0 VQ40DE V6 269 к.с.
- 3.8 VQ38DD V6 261 к.с. (з 2020)

Дизельні
- 2.5 YD25DDTi I4 142/174/190 к.с.
- 3.0 V9X V6 231 к.с.

## Четверте покоління D23 (2014-наш час)

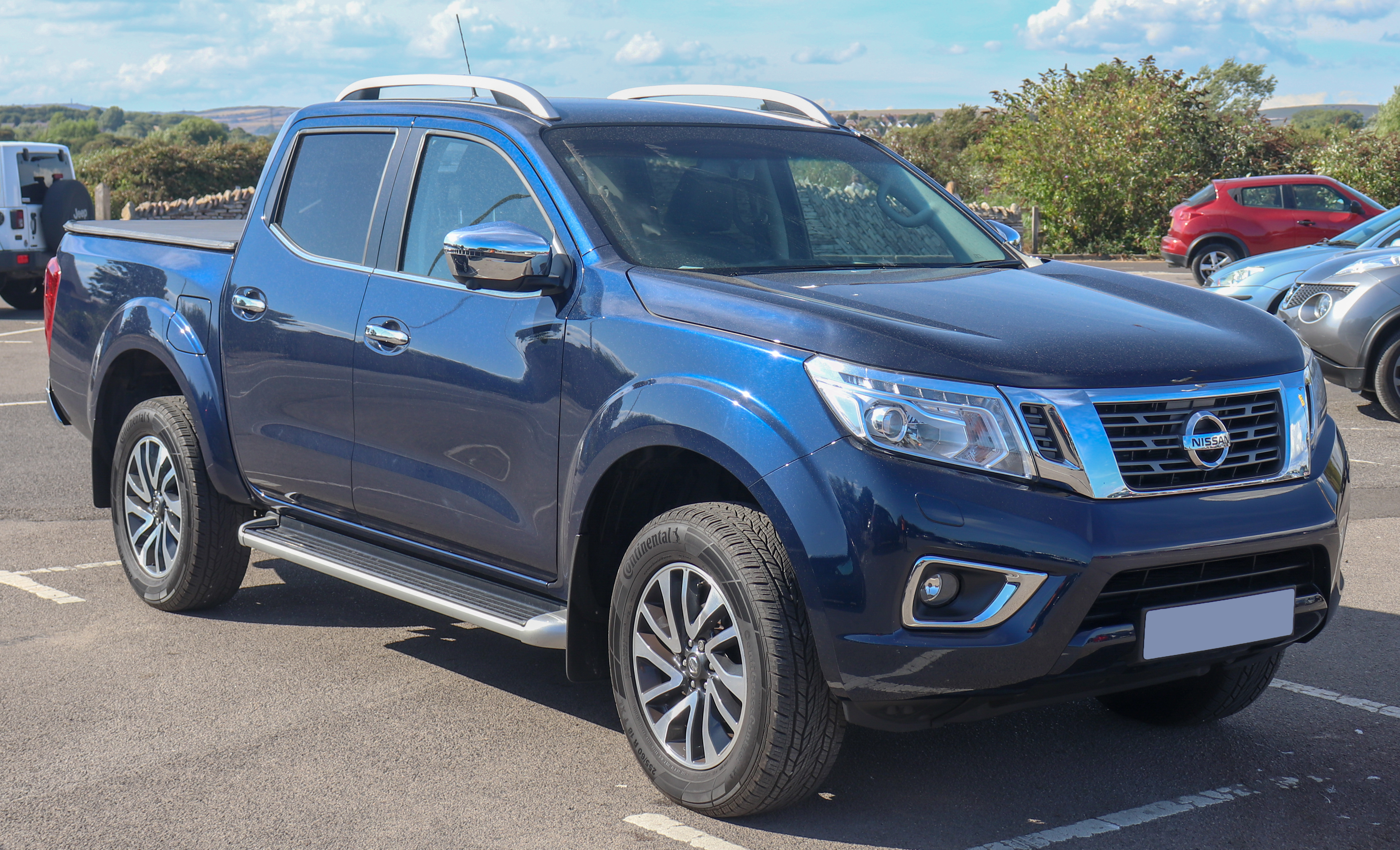
Nissan NP300 Navara (D23, 2014—2020)

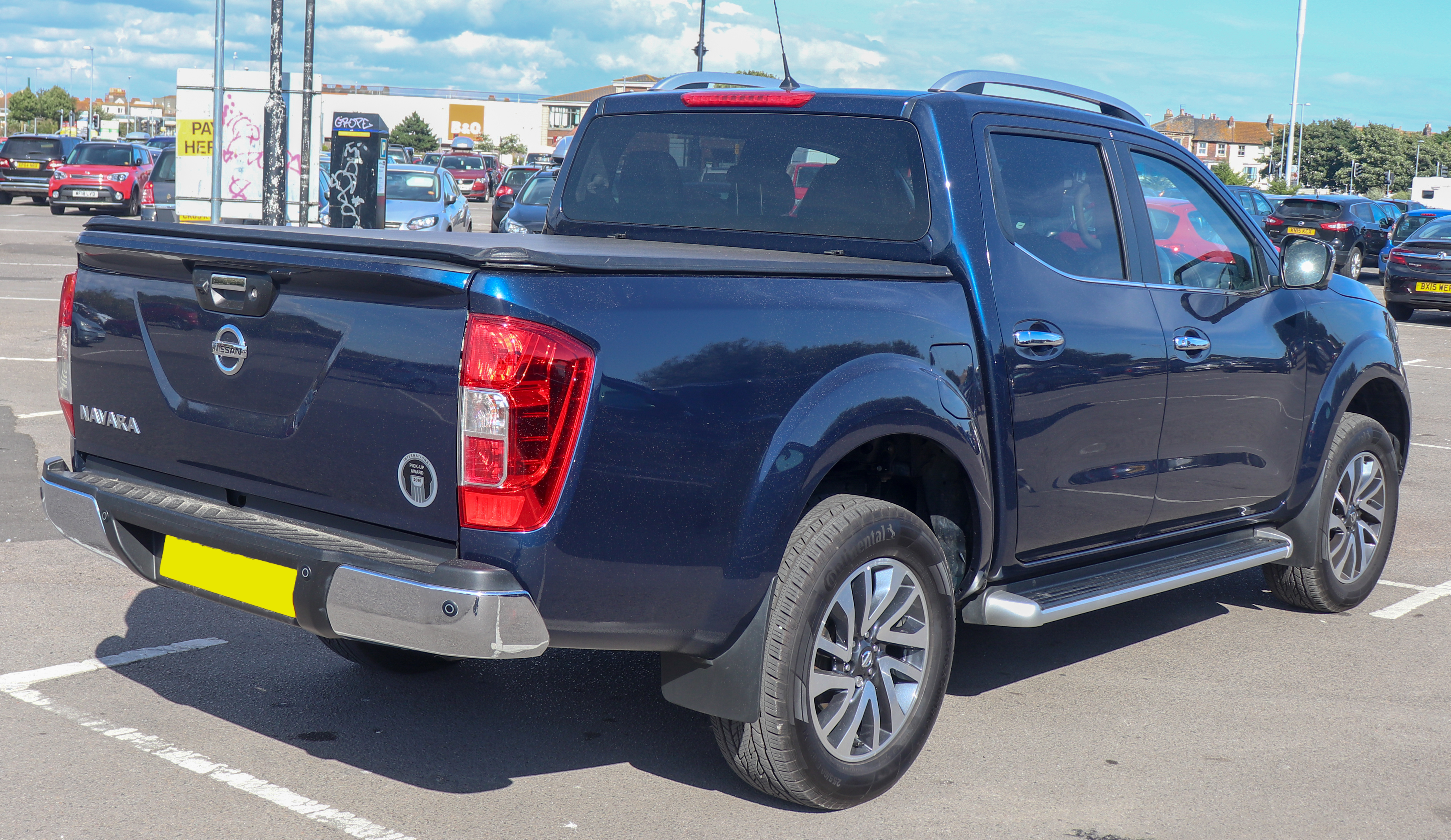
Nissan NP300 Navara (D23)

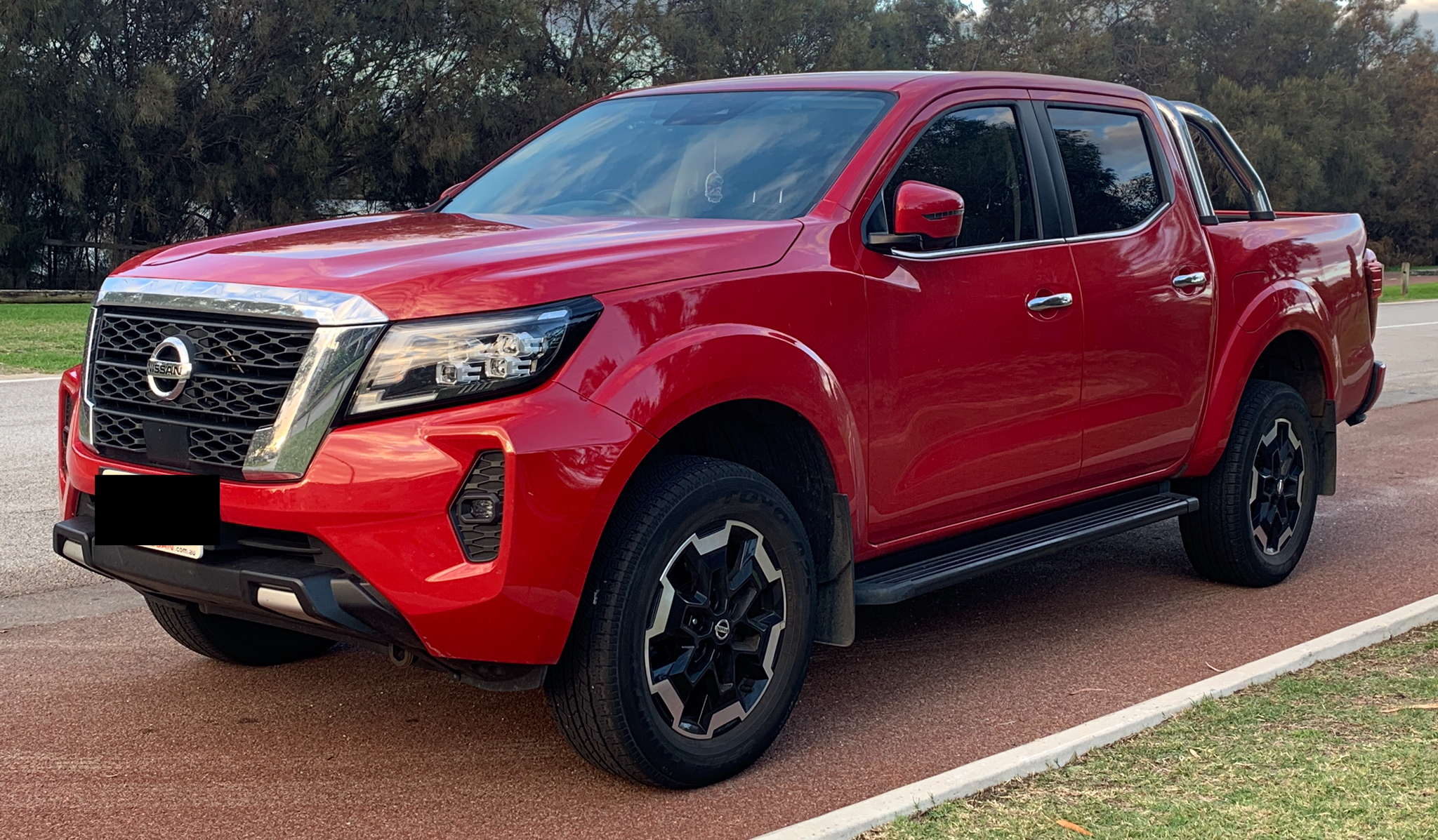
Nissan NP300 Navara (D23, з 2020)

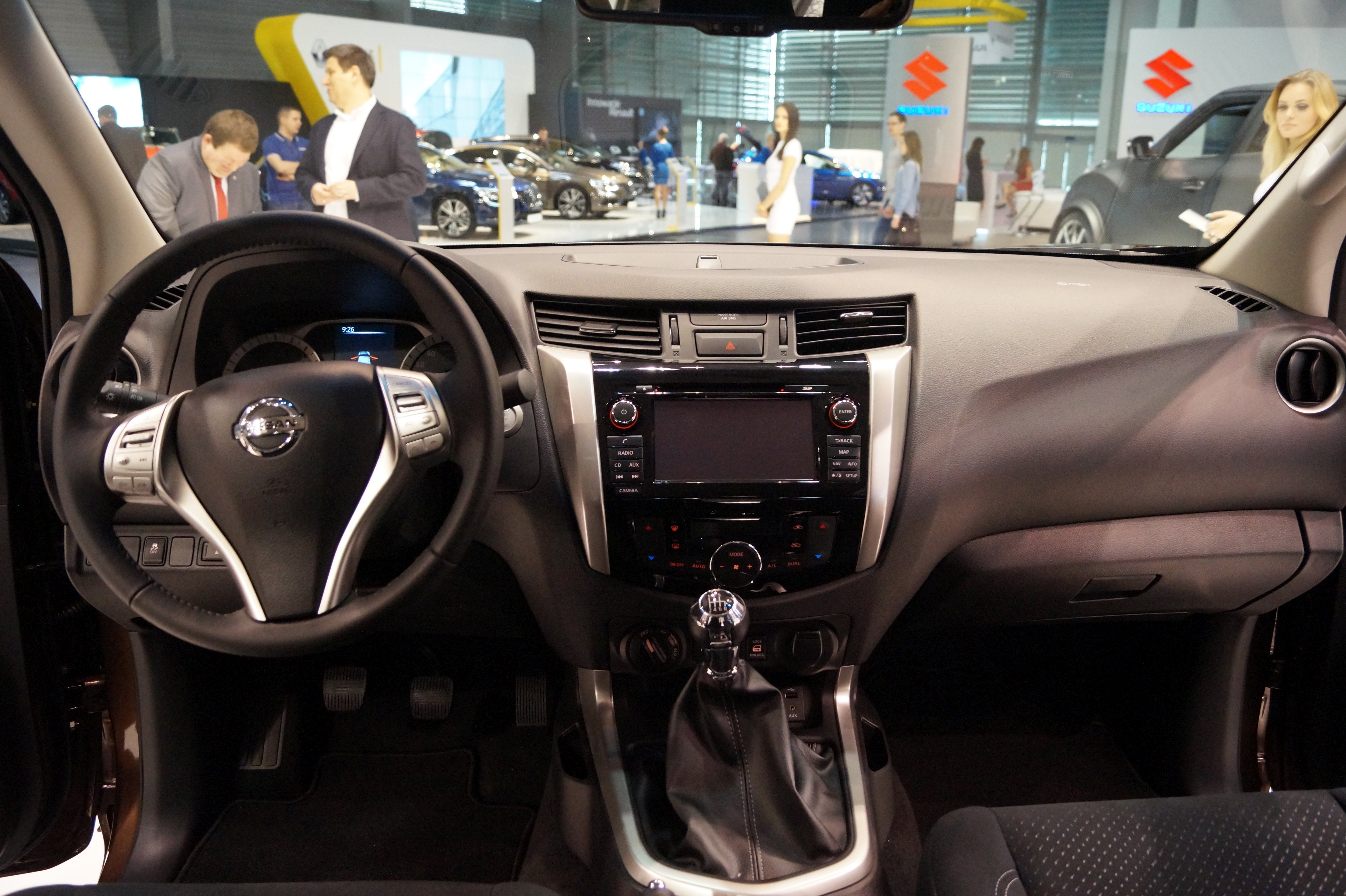

В червні 2014 року представили Nissan Navara четвертого покоління. Платформа і рамна конструкція залишилися колишніми, двигуни — теж. Автомобіль отримав модернізований чотирициліндровий турбодизель 2,5 л YD25DDTi залежно від версії розвиває 163 к.с. (403 Нм) або 190 к.с. (450 Нм) або бензиновий 2,5 л QR25DE потужністю 160 к.с. (240 Нм), для європейського ринку пропонується також турбодизель 2,3 л в двох версіях YS23DDT потужністю 160 к.с. (403 Нм) або YS23DDTT потужністю 190 к.с. (450 Нм) від Nissan NV400, Renault Master і Opel Movano. Кліренс — 233 мм.
Пікап представлений у формах King-Cab та Double-Cab. Існує, також, опційний варіант без кузова. Обидва базових варіанта мають задні сидіння. У той час, як версія Double-Cab оснащена традиційним суцільним сидінням та чотирма дверима, King-Cab має два складних крісла та маленькі бічні двері. Більш популярним є саме Double-Cab з його більш просторим та практичним салоном. Моделі Double-Cab оснащені зовсім іншою задньою багатоважільною підвіскою. По своїй структурі вона є більш сучасною та надійною, ніж задні ресори, які комплектують King-Cab. У той час, як модель King-Cab має лише дві базові версії: Visia і Acenta, Double-Cab окрім зазначених пропонує такі топові версії, як: Acenta+, N-Connecta і Tekna. Цікаво, але розробники передбачили наявність системи повного приводу лише для моделі Double-Cab, натомість King-Cab оснащена лише переднім.
На основі Nissan NP300 Navara (D23) побудовані пікапи Renault Alaskan, Mercedes-Benz X-Класу та позашляховик Nissan Terra.

### Двигуни
- 2.5 L QR25DE I4 160 к.с.
- 2.3 L YS23DDT I4-T (diesel) 163 к.с.
- 2.3 L YS23DDTT I4-TT (diesel) 190 к.с.
- 2.5 L YD25DDTi I4-T (diesel) 163/190 к.с.

## Продажі
| рік  | США    | Таїланд |
| ---- | ------ | ------- |
| 2010 | 40,427 |         |
| 2011 | 51,700 |         |
| 2012 | 55,435 |         |
| 2013 | 62,837 |         |
| 2014 | 74,323 | 15,778  |
| 2015 | 62,817 | 19,412  |
| 2016 | 86,926 | 17,762  |
| 2017 | 74,360 | 20,453  |
| 2018 | 79,646 | 25,116  |
| 2019 |        | 25,036  |